# Søren Sørensen (Chemiker)

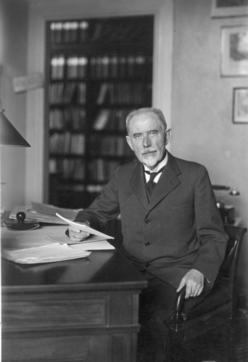
S.P.L. Sørensen (undatierte Aufnahme)

Søren Peter Lauritz Sørensen (auch als S.P.L. Sørensen bekannt; * 9. Januar 1868 in Havrebjerg, Dänemark; † 13. Februar 1939 in Kopenhagen) war ein dänischer Biochemiker.

## Leben
Søren Sørensen war der Sohn eines Kleinbauern und studierte ab 1886 Medizin und  bald darauf Chemie an der Universität Kopenhagen und legte 1891 sein Magisterexamen ab. Danach war er 1892 bis 1901 Assistent von Sophus Mads Jørgensen und zusätzlich 1896 bis 1902 Berater der königlich dänischen Kriegsschiffwerft. 1899 wurde er promoviert. Er war von 1901 bis 1938 als Nachfolger von Johan Kjeldahl Leiter der chemischen Abteilung des Carlsberg-Laboratoriums, das von der gleichnamigen Brauerei unterstützt wurde. Zu dieser Zeit untersuchte er den Einfluss der Ionenkonzentration auf die Analyse der Proteine, wodurch er schließlich zu einem Experten in der Thermodynamik der Proteinchemie wurde. In diesen Arbeiten wurde er von seiner Frau unterstützt, Margrethe Høyrup Sørensen. 1907 wurde er Professor am Carlsberg-Labor. 1938 ging er in den Ruhestand. Sein Nachfolger wurde sein Schüler Kaj Ulrik Linderstrøm-Lang.
Eine bedeutende Leistung Sørensens war 1909 seine Festlegung der pH-Wert-Skala. Dabei folgte er einem Vorschlag von Hans Wilhelm Carl Friedenthal. Friedenthal, Pál Szily und Sørensen stellten Listen von Substanzen auf, die als Indikatoren in Frage kamen.  Sein Name ist ferner verbunden mit dem nach ihm benannten Sørensen-Puffer (Citrat-, Phosphat- und Boratlösungen), der Formoltitration sowie der als „Natriumoxalat nach Sørensen“ bekannten Urtitersubstanz (1896).
In den Jahren vor der Jahrhundertwende befasste er sich mit Reindarstellung von Salzen, insbesondere von Chrom- und Nickelsalzen. Am Carlsberg-Labor befasste er sich mit Proteinen und Enzymen. Zum Beispiel synthetisierte er Aminosäuren und klärte den Aufbau von Arginin.

## Ehrungen
1928 wurde er in die American Academy of Arts and Sciences gewählt.
1937 wurde er Mitglied der Leopoldina und
1938 der National Academy of Sciences.
Von 1938 bis 1939 war er auch Präsident der Königlich Dänischen Akademie der Wissenschaften.

## Schriften
- Proteins, 1924.